# اف‌ال (زبان برنامه‌نویسی)
اف‌ال (اختصار برای مرتبهٔ تابع) یک زبان برنامه‌نویسی است ک در سال ۱۹۸۹ توسط  جان باکوس، جان ویلیامز و ادوارد ویمرز در مرکز پژوهشی آلمادن آی‌بی‌ام ساخته شد.
اف‌ال به عنوان جانشینی برای زبان اف‌پی، زبان پیشین باکوس، طراحی شد و پشتیبانی خاصی برای آنچه باکوس برنامه‌نویسی سطح تابع نامید ارائه می‌کند.
اف‌ال یک زبان برنامه‌نویسی تابعی دقیق با تایپ پویا دارای پرتاب و گرفتن استثنا که از لحاظ معنایی بسیار شبیه ام‌ال است. هر تابع یک متغیر ضمنی دارد که برای انجام کارهایی مانند ورودی/خروجی تابعی به‌طور دقیق استفاده می‌شود ولی برای لینک کردن به کد سی نیز استفاده می‌شود. برای انجام بهینه‌سازی یک سیستم تایپ وجود دارد که یک فرمت از Hindley–Milner type inference است.
بسیاری از ایده‌های  مهم خلاقانه زبان در حال حاضر در زبان جی کنت ای آیورسن اجرا شده‌است.